# Peter Dunn
Peter James Dunn (né le 14 avril 1947) est un officier supérieur de l'armée australienne et un ancien commissaire de l'Australian Capital Territory Emergency Services Authority (en) (2004–06).

## Parcours et fonctions
En tant que commissaire de l'Autorité des services d'urgence du Territoire de la capitale australienne, il est responsable des pompiers , des services d'ambulance, des services d'incendie ruraux et des services d'urgence de l'État. Il a été nommé à ce poste en 2003 par le ministre en chef Jon Stanhope. La création de ce poste a été recommandée par l'enquête McLeod sur les feux de brousse de Canberra en 2003 (en).
Il était auparavant général de division dans l'armée australienne. Pendant qu'il servait dans l'armée, il a rédigé des rapports sur l'efficacité de la défense de la Force de défense australienne en 1997, ainsi qu'un plan d'avenir pour l'armée au 21e siècle.